# Gucci
Guccio Gucci S.p.A., znany jako Gucci – włoski dom mody założony we Florencji w 1921 roku przez Guccio Gucciego (1881–1953).
Gucci założył swój pierwszy butik w Rzymie w roku 1938. Od tego czasu projektował dla wielu dobrych marek. W roku 1947 zaprojektował torbę bamboo, która do dziś jest jednym z najbardziej charakterystycznych produktów firmy. Z żoną Aidą Calvelli miał sześcioro dzieci. Po śmierci Gucciego, jedno z jego dzieci – syn, Aldo, rozwinął zasięg firmy – otworzył butiki w Londynie, Paryżu i Nowym Jorku. W 1960 roku powstały kolejne sklepy w Hongkongu i Tokio. 

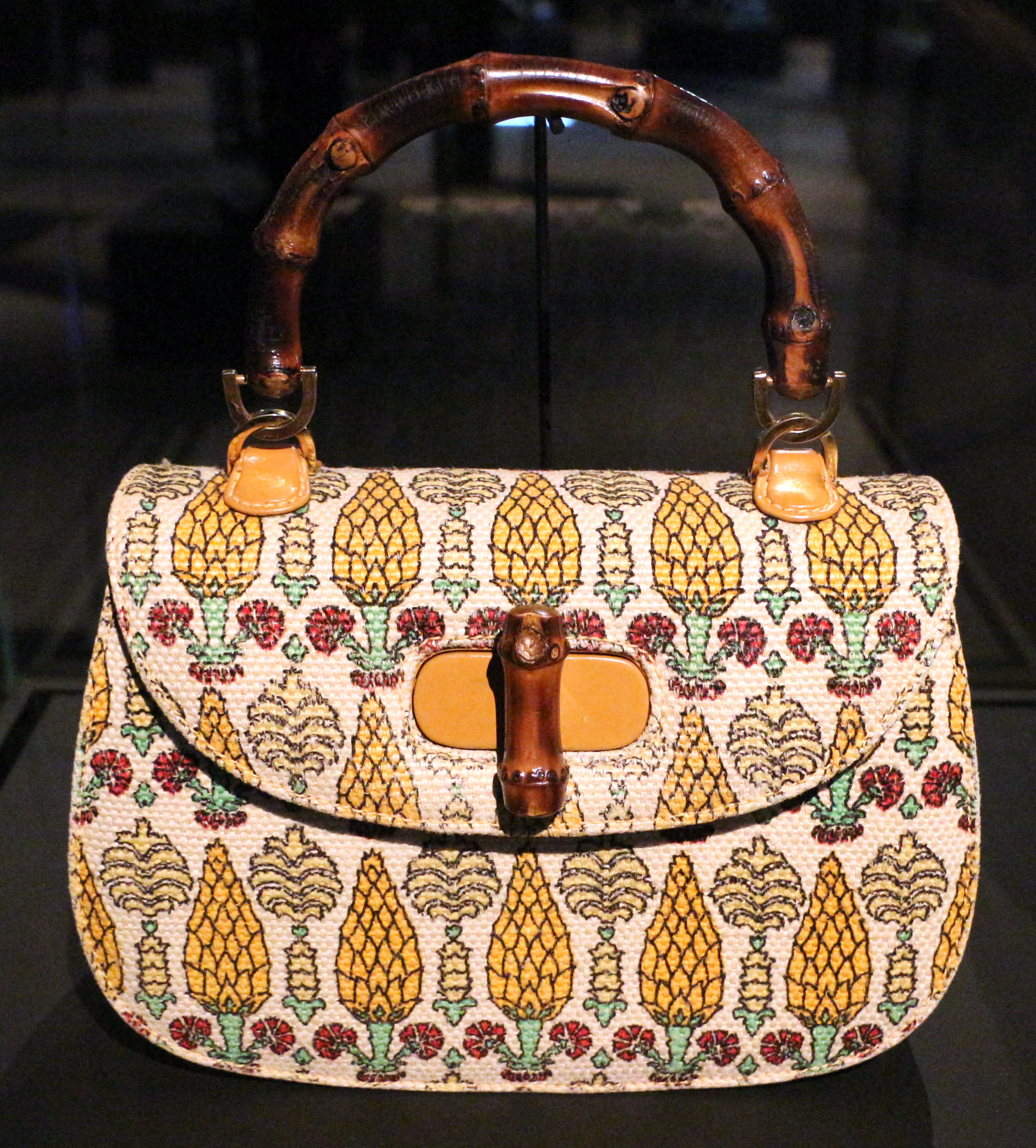
Torebka Gucci Bamboo (lata 60.)

Obecnie Guccio Gucci S.p.A. jest spółką zależną francuskiego holdingu Kering, skupiającego producentów produktów markowych.

## Zarządzanie domem mody

### CEO
- od lipca 2023: Jean-François Palus[3]

- 2014-2023: Marco Bizzarri[4]

- 2008–2014: Patrizio di Marco[5]

- 2004–2008: Mark Lee[6]

- 1994–2004: Domenico De Sole[7][8]

### Dyrektorzy kreatywni
- od lipca 2023: Sabato De Sarno[9]

- 2015–2022: Alessandro Michele[10]

- 2006–2015: Frida Giannini[5]

- 1995–2004: Tom Ford[11]

- 1989–1995: Dawn Mello[12]